# De Havilland Goblin

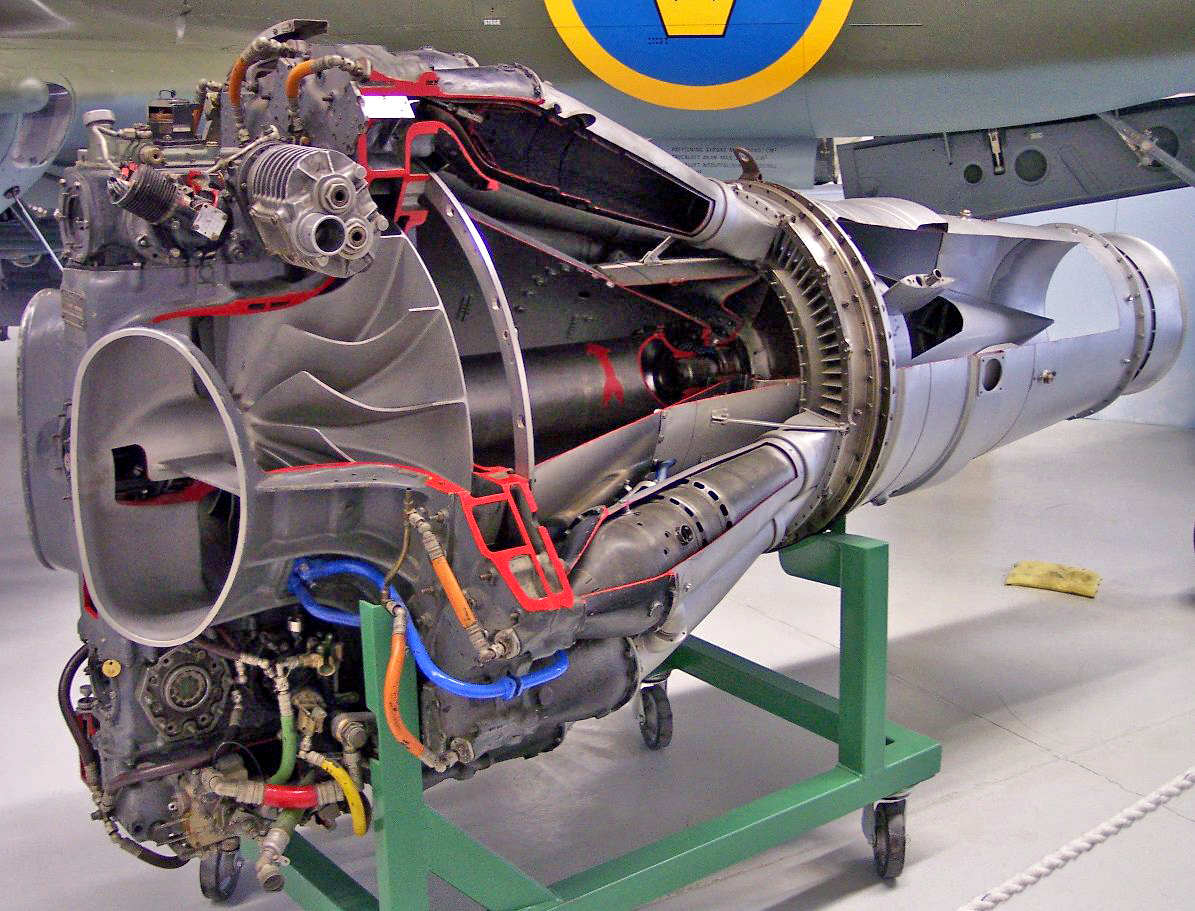
Ein in Schweden in Lizenz gebautes de Havilland Goblin

Das de Havilland Goblin (dt.: Kobold) oder Halford H-1 ist ein britisches Strahltriebwerk der ersten Generation. Es handelt sich um ein Einwellentriebwerk. Der Verdichter ist ein einstufiger Radialverdichter. Als Brennkammern kommen 16 Rohrbrennkammern zum Einsatz. Die Axialturbine ist einstufig.
Die Entwicklung begann im April 1941 und wurde von Frank Halford durchgeführt. Das Triebwerk basierte auf den Entwürfen von Frank Whittle, jedoch wurden die Brennkammern so geändert, dass der Gasfluss in ihnen nicht umgelenkt werden musste, sondern diese gerade durchlaufen konnte. Der Prototyp lief am 13. April 1942 erstmals selbständig. Bereits im Juni 1942 konnte die erwartete Leistung erreicht werden. Der Erstflug des Triebwerks in einer Gloster Meteor fand am 5. März 1943 statt. Parallel wurde das Halford H-2 entwickelt, aus dem das Ghost-Triebwerk von de Havilland entstand.
Im Juli 1943 wurde ein H-1 in die USA verschickt, um dort dem Prototyp der Lockheed P-80 als Triebwerk zu dienen. Allis-Chalmers als Lizenznehmer sollte das Triebwerk als J-36 in Serie fertigen, konnte jedoch die Produktionsqualität nicht sicherstellen, und das Projekt wurde nach vielfältigen Verzögerungen gestoppt.
Mit der schwedischen Svenska Flygmotor AB wurde ebenfalls eine Lizenzfertigung vereinbart.
| Typ          | Schub   |
| ------------ | ------- |
| H.1/Goblin I | 10,2 kN |
| Goblin II    | 13,8 kN |
| Goblin 3     | 14,9 kN |
| Goblin 35    | 15,6 kN |
| Goblin 4     | 16,7 kN |

## Verwendung
- Gloster Meteor
- De Havilland DH.100 Vampire
- De Havilland DH.108 Swallow
- Lockheed XP-80
- Saab 21R
- Fiat G.80